# Lac Sharpe
Le lac Sharpe est un grand lac de barrage contenu par le barrage de Big Bend sur la rivière Missouri dans le centre du Dakota du Sud, aux États-Unis. Le lac a une superficie de 56 884 acres (23 020 hectares)  et une profondeur maximale de 78 pi (24 m).  Le lac Sharpe est environ long de 80 mi (129 km) , avec un rivage de 200 mi (322 km). Le lac Sharpe est le 54e plus grand réservoir des États-Unis. Le lac commence près de Fort Thompson et s'étend en amont jusqu'au barrage d'Oahe, près de Pierre. Le lac est situé dans les comtés suivants : Buffalo, Lyman, Hyde, Hughes et Stanley. Le Big Bend du Missouri est d'environ 7 milles (11 kilomètres) au nord du barrage.
La construction du barrage de Big Bend a commencé en 1959 et le lac Sharpe a été nommé en l'honneur de Merrell Q. Sharpe (en), le 17e Gouverneur du Dakota du Sud.
Les espèces de poissons dans le réservoir comprennent le doré jaune, le doré noir, l'achigan à petite bouche, le barbue de rivière, le poisson-chat à tête plate, le grand brochet, l'achigan blanc, la perchaude, la marigane noire et la truite arc-en-ciel. Le doré jaune est le principal poisson-gibier du lac et l'alose au gésier est la principale source de nourriture du doré jaune. Les gros gibiers comprennent le cerf de Virginie et le cerf mulet, le wapiti, le bison, le coyote et le dindon sauvage. Les oiseaux d'eau et le gibier à plumes des hautes terres comprennent les canards, les oies, les faisans, les poulets des prairies et les tétras.
Il y a plus de 80 000 acres de terres publiques et d'eau associées autour du lac Sharpe. Le  South Dakota Department of Game, Fish, and Parks (en) maintient plusieurs zones de loisirs et des installations de mise à l'eau autour du lac. West Bend Recreation Area (en), Farm Island State Recreation Area sont toutes deux situées sur le lac,.
Le U.S. Army Corps of Engineers de l'armée américaine entretient des zones de loisirs et des zones fauniques près du barrage Big Bend, y compris le terrain de camping Left Tailrace .
Une grande partie de la rive ouest du lac se trouve dans la Réserve indienne de Lower Brule (en), tandis que la Réserve indienne de Crow Creek (en) se trouve le long de la rive est.

## Voir également
- US Army Corps of Engineers
- Programme Pick–Sloan du Bassin du Missouri
- Lac Oahe
- Lake Francis Case (en)
- Lewis et Clark Lake
- Liste des lacs du Dakota du Sud